# Тихоокеанское
Тихоокеанское (каз. Тихоокеанское) — село в Тайыншинском районе Северо-Казахстанской области Казахстана. Административный центр Тихоокеанского сельского округа. Код КАТО — 596068100.

## География
Расположено около озера Кадибек.

## Население
В 1999 году население села составляло 856 человек (428 мужчин и 428 женщин). По данным переписи 2009 года, в селе проживало 642 человека (327 мужчин и 315 женщин).